# 차마 (투자)
차마(Chama)는 동아프리카, 특히 케냐의 사람들의 저축한 돈을 모으고 투자하기 위해 사용되는 비공식적인 협동사회이다. 스와힐리어로 "단체"를 의미한다.
차마 현상은 1980년대 말과 1990년대에 "모두 함께"를 의미하는 하람비의 아이디어에서 출발한다. 원래 차마는 여성 단체의 경향만 있었으나 복잡성과 성공 속에 성장하기 시작하면서 남성도 차마에 참여할 수 있게 되었다.